# Лудвиг фон Геминген (1776 – 1854)
Карл Лудвиг Франц Дитрих фон Геминген (на немски: Karl Ludwig Franz Dietrich von Gemmingen; * 24 август 1776 в Лудвигсбург; † 19 юли 1854 в Щутгарт) е фрайхер от род Геминген в Баден-Вюртемберг от „2. Щутгартския под-клон“ на 2. клон (Гутенберг и Фюрфелд), лесничей във Вюртемберг и камерхер, рицарски представител в събранието на Вюртемберг.
Той е малкият син на Йохан Дитрих фон Геминген (1744 – 1805) и съпругата му Фридерика фон Бьонингхаузен (1744 – 1806), дъщеря на Франц Каспар Гауденц фон Бьонингхаузен и Фридерика Луиза фон Нойброн. По-големият му брат е Карл Лудвиг Дитрих фон Геминген (1772 – 1825).
На кръщението му присъстват 80 благородници като свидетели, между тях херцог Карл Евгений фон Вюртемберг. Той посещава от 1785 г. „Висшето Карл-училище“ в Щутгарт и след закриването му 1793 г. отива в „Пажен-институт“. През 1794 г. той е ловен паж в Горския съвет Райтер. През 1797 г. е повишен на дворцов и ловен юнкер, 1799 г. на камер-юнкер. През 1799 г. той е ловен юнкер в Лайбгехьог в Лудвигсбург. През 1802 г. той става дворцов главен горски майстер. През 1803 г. той е главен/„оберфорстмайстер“ в Комбург. През 1804 г. той става камерхер. През 1808 г. той е областен главен горски майстер в Кирххайм, 1812 г. в Бебенхаузен (част от Тюбинген). През 1817 г. той става областен горски съветник и областен главен горски майстер при кралската финансова камера на окръг Ягст в Елванген. През 1832 г. той е награден с рицарския кръст на Вюртембергскара корона. През 1840 г. тоой се пенсионира.
От 1826 до 1838 г той е в Народното събрание на съсловията във Вюртемберг като представител на рицарството на окръг Ягст на II. камера и държи речи за на темата Горско стопанство.

## Фамилия
Карл Лудвиг Франц Дитрих фон Геминген се жени на 24 ноември 1808 г. в Кирххайм и Тек с фрайин Каролина Франциска Шарлота Луиза фон Щетен-Бухенбах (* 3 март 1791, Хоеннойфен; † 13 юли 1856, Щутгарт), дъщеря на фрайхер Юлиус фон Щетен и фрайин Юлиана Шилинг фон Канщат. Те имат децата:
- Матилда Амалия Шарлоте Луиза (1811 – 1892), омъжена с Хелмут фон Плесен (1806 – 1855)
- Фридрих Юлиус Карл Лудвиг (1812 – 1836), горски асистент в Елванген
- Юлиана Фридерика Луиза Шарлота (1814 – 1847)
- Ернст Франц Карл (* 19 април 1816, Бебенхаузен; † 26 декември 1876, Кирххайм и Тек), ревир – горски в Ламполдсхаузен, Щетенфелс и Кирххайм, женен с Паулина фон дер Остен (1830 – 1915)